# Sarah Murdoch
Sarah Murdoch, nata O'Hare, (Croydon, 31 maggio 1972), è una supermodella, attrice e conduttrice televisiva australiana.

## Biografia
Nasce a Croydon, quartiere a sud di Londra nel 1972.
Quando aveva solo un anno, la sua famiglia si trasferisce a Sydney, in Australia.
Viene scoperta da adolescente da un agente di moda in una stazione ferroviaria vicino alla sua scuola.
In un primo momento rifiuta l'offerta ma spinta dal supporto del fratello, a diciassette anni si rivolge ad un'agenzia di moda locale.

## Carriera

### Modella
Raggiunta l'età adulta, si trasferisce a Parigi, cercando di intraprendere la carriera di top model internazionale.
Fa il suo esordio sulle passerelle di alta moda nel 1992, e sfila per: Romeo Gigli, Yohji Yamamoto, Yves Saint Laurent, Karl Lagerfeld, Valentino, Bill Blass, Krizia, Carolina Herrera, Ralph Lauren, Balmain, Issey Miyake, Chanel, Emanuel Ungaro, Givenchy, Oscar de la Renta, Kenzo, Todd Oldham, Claude Montana.
Vanta le copertine di Vogue, Elle, Cosmopolitan, Harper's Bazaar, GQ, Tatler, Marie Claire.
È stata il volto di marchi come: Estée Lauder, L'Oréal, Ralph Lauren, Anne Klein, Wonderbra.

### Attrice
Debutta come attrice nella commedia del 2001, Top model per caso.

## Vita privata

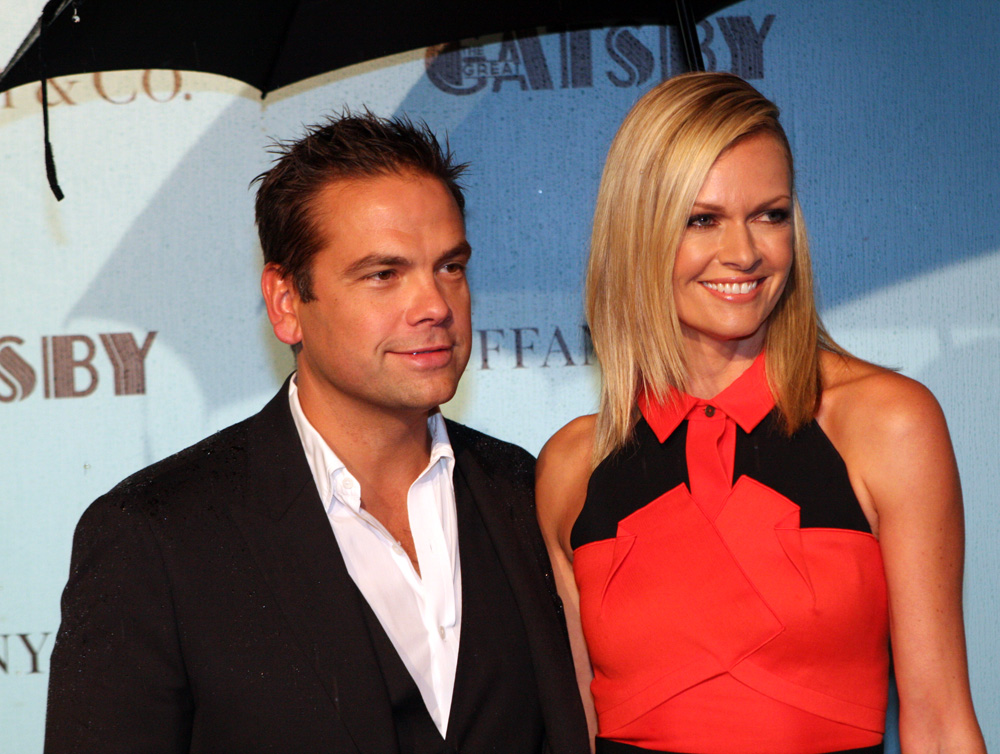
Sarah con il marito Lachlan Murdoch

Nel 1999 ha sposato il suo compagno Lachlan Murdoch. La coppia ha due figli, Kalan Alexander, nato il 9 novembre 2004, e Aidan Patrick, nato il 6 maggio 2006, e una figlia, Aerin Elisabeth, nata il 12 aprile 2010.

## Filmografia

### Attrice
- Friends – serie TV, episodio 7x07 (2000)
- Top model per caso (Head Over Heels), regia di Mark Waters (2001)

### Conduttrice
- Australia's Next Top Model – programma televisivo (2007-2011)
- The Project (The 7PM Project) – programma televisivo (2011-2012)